# Jimmy Roberts (saksofonista)
James Otis Roberts Jr. znany także jako James Roberts oraz Jimmy Saxman Roberts (ur. 31 sierpnia 1948, w Suffolk, Wirginii, w Stanach Zjednoczonych) – amerykański saksofonista jazzowy, grający na saksofonie tenorowym w stylistyce rhythm and blues/instrumental jazz/rock and roll.

## Życiorys
Jimmy Roberts uczęszczał do Szkoły Podstawowej Andrew J Brown w Suffolk w Wirginii, gdzie w 5 klasie rozpoczął naukę gry na saksofonie, którą kontynuował pod kierunkiem Franka Carballo, także miejscowego saksofonisty i pedagoga.
Roberts czerpał inspirację od mistrzów saksofonu: Johna Coltrane'a, Michaela Breckera, Maceo Parkera, Kinga Curtisa oraz Juniora Walkera.
We wczesnych latach 60. Jimmy Roberts współpracował z amerykańskim piosenkarzem i kompozytorem Otisem Reddingiem. Podróżując przez południowe regiony Stanów Zjednoczonych w celu promowania swojego singla These Arms of Mine, Reddings zapraszał do współpracy lokalnych muzyków i Jimmy Roberts był jednym z nich.
W 1969 Roberts przeniósł się do Toronto w Kanadzie. Zadebiutował jako członek kanadyjskiego zespołu Truck. W Kanadzie współpracował także z keyboardzistą i muzykiem sesyjnym Williamem „Smitty” Smithem, którego poznał i grał w zespole The Rocking Champs kilka lat wcześniej w Wirginii. Po kilku latach w trasie koncertowej i nagrywaniu w Kanadzie przeniósł się do Los Angeles.
W 1986 roku za poleceniem trębacza grupy Tower of Power, Lee Thornburga, wziął udział w przesłuchaniach dla Roda Stewarta, co doprowadziło do rozpoczęcia intensywnej współpracy z jednym z najpopularniejszych artystów rockowych wszech czasów. Po 14 latach współpracy Jimmy Roberts postanowił skupić się na życiu rodzinnym, zaczął tworzyć i produkować muzykę dla innych artystów. W 2010 r. ponownie dołączył do zespołu Roda Stewarta, a ich intensywna współpraca trwa do dziś. Jimmy Roberts jest autorem charakterystycznych solówek w coverach piosenek Downtown Train, Have I Told You Lately, I Don't Want to Talk About It oraz autorskich utworach Roda Stewarta, takich jak Passion czy Baby Jane.
W latach 70., 80. i 90., jako muzyk towarzyszący, Jimmy Roberts współpracował między innymi z artystami takimi jak Etta James, Eurythmics, Sade, Gregg Allman, Cher, Bobby Keys, Rick Braun, pianista Robb Mullins, piosenkarz Derek Bordeaux, Randy Jacobs, Carly Simon, David Benoit, Gregg Karukas, France Gall, Johnny Halliday, Harry Nilsson, Van Dyke Parks, Trevor Lawrence.
W 1999 Jimmy Roberts poznał gitarzystę Petera Robertsa. Obydwaj muzycy połączyli siły i w 2000 roku jako The Roberts Brothers nagrali swój pierwszy wspólny album Sugar and Spice. Ich drugi album, Twins, został wydany w 2007 roku.
Równolegle do swoich pozostałych projektów Jimmy Roberts nagrał płyty Bless My Soul (2002) oraz For We Are Never Alone (2006).

## Dyskografia

### Projekty The Roberts Brothers
- 2000: Sugar and Spice (Bdm Records)
- 2007: Twins (Indies Japan/Zoom), Re-release 2010

### Projekty solowe
- 2002: Bless My Soul (CD Baby)
- 2006: For We Are Never Alone (Soultone Records)